# Тунцзы
Тунцзы́ (кит. упр. 桐梓, пиньинь Tóngzǐ) — уезд городского округа Цзуньи провинции Гуйчжоу (КНР).

## История
Уезд был создан во времена империи Мин в 1601 году, он получил название по существовавшей в тех местах почтовой станции.
После вхождения этих мест в состав КНР в конце 1949 года был создан Специальный район Цзуньи (遵义专区), и уезд вошёл в его состав. В 1970 году Специальный район Цзуньи был переименован в Округ Цзуньи (遵义地区).
Постановлением Госсовета КНР от 10 июня 1997 года округ Цзуньи был преобразован в городской округ.

## Административное деление
Уезд делится на 18 посёлков, 5 волостей и 1 национальную волость.

## Экономика
Развиты сельское хозяйство (рапс и рис), пищевая промышленность и туризм. В 2024 году уезд принял 16,89 млн туристов и получил совокупный доход от туризма в размере 19,39 млрд юаней.

## Транспорт
Строится скоростное шоссе Цзиньша — Жэньхуай — Тунцзы. 